# 枢密院 (イギリス)
枢密院（すうみついん、英: PC: Privy Council）は、イギリス国王の諮問機関。国王大権の行使に関する助言を行う。正式名称は「国王陛下の最も高潔なる枢密院」（こくおうへいかのもっともこうけつなるすうみついん、英: His Majesty's Most Honourable Privy Council）。

## 歴史
枢密院の沿革は中世の国王の諮問会議キュリア・レジスまで遡ることができる。
14世紀末、リチャード2世が未成年だった頃に摂政団・政治顧問団として重要な役割を果たすようになり、15世紀初め頃から「Privy Council」（私的評議会、枢密院）と呼ばれるようになった。
15世紀前半のヘンリー6世の未成年期に機能が強化されて、国政の重要機関となった。バラ戦争の間は衰退したものの、テューダー朝がはじまると再び重要機関となり、直属の国王大権裁判所である星室庁裁判所などを通じて司法にも影響力を及ぼすようになった。枢密院は徐々に整備されていき、エリザベス1世時代には統治の中心機関になっていた。
ステュアート朝期には清教徒革命が発生し、共和政への移行により一時廃止され国務会議に取って代わられたが、1660年の王政復古とともに復活した。しかしこの頃から枢密顧問官の数が増加したため、枢密院が行政を取り扱うのは難しくなった。とりわけ王政復古後、チャールズ2世の信任の元に国政を主導した初代クラレンドン伯爵エドワード・ハイドが枢密院の行政事務をいくつかの委員会に分け、1679年にチャールズ2世がこの状態を公式に宣言したことで枢密院の行政府としての歴史は事実上終わりを告げた。さらにクラレンド伯失脚後にはチャールズ2世が枢密顧問官の中から選抜した委員会（英: Cabal）が行政を取り扱うようになった。ここで審議したのちに枢密院の全体会議にかけるのが慣例となり、これが内閣（英: Cabinet）の端となった。
以降枢密院の政治的影響力は低下し続け、また名誉革命後の議会政治・政党政治の発展に伴い、枢密院議長（英: Lord President of the Council）は政権交代によって交代する閣僚職の一つとなった。
とはいえ枢密院令によって行政権限はその後も残した。また1833年からは枢密院の中に司法委員会（英: Judicial Committee）が設置され、教会裁判所 (Ecclesiastical court) と海外領土からの上訴を取り扱うようになった。また枢密院の重要な行政権能として教育委員会（英: Board of Education）が近代まで残った。同委員会は枢密院副議長 (Vice President of the Council) が主導したため、枢密院副議長もしばしば閣僚となった。しかし1899年に至って同委員会は枢密院から独立した省庁になっている。

## 構成
現在は、常時400人程度の枢密顧問官（英: Privy Counsellor）によって構成されている。首相の助言に基づく国王の勅許状によって枢密顧問官は任命される。主要閣僚、2人の国教会大主教、法曹高官などから選ばれるのが慣例になっている。またコモンウェルス諸国から王権行使を求められた場合に備えて、コモンウェルス諸国の政治家や法曹からも任命される。そのため枢密院はコモンウェルス統合の象徴的機関にもなっている。
枢密院の長である枢密院議長は、内閣の閣僚職の一つであり、与党政治家が務めているので、内閣の助言と枢密院の助言が実質的に異なることはない。枢密院議長の下に事務方である枢密院事務局（英: Privy Council Office）が設置されている。
枢密院会議は不定期だが、現代でも一カ月に一度程度の頻度で枢密院会議が開かれている。枢密院事務局のトップである枢密院書記官長が3人以上の枢密顧問官をバッキンガム宮殿もしくは王の御座所に召集した場合に枢密院会議は有効となる。顧問官全員が召集される例はまずない（顧問官全員召集の最後の例は1901年、その前は1839年）。
王権行使にあたって枢密院に諮問することが憲法的慣習となっている分野は多く、それらは王の前で起立した枢密院議長と3人から4人ぐらいの枢密顧問官が協議する形式で決定される。ただし列席する枢密顧問官は内閣の閣僚であるため、枢密院の決定はすべて事前の閣議で了解されている。

### 現在の役職

#### 閣僚
- 枢密院議長：ルーシー・パウエル

#### 枢密院事務局
- 枢密院書記官長（英語版）：リチャード・ティルブルック (Richard Tilbrook)[9]
- 秘書課長・副書記官長：セリ・キング (Ceri King) [9]枢密院会議、医療問題、金融、法律問題、慈善団体、レジャー、王室・憲法問題、教会問題などを所管[9]
- 副書記官長：クリストファー・ベリー (Christopher Berry)[9]高等教育、科学技術、建設、軍事、環境、地方自治体、チャネル諸島、州長官（英語版）任命などを所管[9]

## 権限
議会の召集・解散、宣戦布告の勅令は国王大権であるが、慣習上、これらは枢密院の議を経ることになっている。
首相任命も王が枢密顧問官に諮問するのが慣習である。他にイングランド・ウェールズ各州の州長官およびコモンウェルス諸国総督の任命も枢密院に諮問するのが慣習である。
またイギリスでは法人格は、議会制定法の規定の他に王の勅許状によっても得られる（たとえばBBCや1992年以前に創設されたイギリスの大学は王の勅許状で法人格を得ている）。この際の助言も枢密院が行うことになっている。
議会制定法による権能の移転がされていない高等教育に関する王権（University名称の使用や学位授与の裁可権など）は枢密院が王権に基づいて管理している。
イギリス本国における国王の司法権はほとんど裁判所に移譲されているが、マン島・海峡諸島・コモンウェルス諸国などの中には国王に司法権を残している場合があり、そうした地域の上訴案件についても王は、枢密院の中に置かれた司法部から助言を得る。枢密院の司法部は、職業裁判官で構成されている。